# Edewecht
Edewecht (plattyska: Erwech) är en kommun i distriktet Ammerland i den tyska delstaten Niedersachsen. Kommunen har cirka 23 000 invånare.

## Geografi
Edewecht är beläget i södra Ammerland. Landskapet präglas torrlagda myrar och en del områden av landskapstypen Geest. Kommunen består av 15 byar, bland annat Nord Edewecht, Süd Edewecht och fehnkolonin Friedrichsfehn.
Edewecht gränsar till kommunerna Apen, Westerstede och Bad Zwischenahn i Ammerland, staden Oldenburg, kommunen Wardenburg i distriktet Oldenburg samt kommunerna Bösel, Friesoythe och Barssel i distriktet Cloppenburg.

## Historia
Edewecht omnämns första gången runt år 1150. Under medeltiden var Edewecht en av de största byarna i Ammerland. Runt år 1450 utbröt pesten och befolkningen minskade.

## Näringsliv
Inom kommunen finns livsmedelsindustri, bland annat mejerier och charkuterier. Här produceras exempelvis ammerländsk skinka.
Mellan 1912 och 1991 hade kommunen en egen järnväg, den smalspåriga järnvägen mellan Bad Zwischenahn och Edewechterdamm. Även Küstenkanal går delvis genom Edewecht.